# Korssele
Korssele is een gehucht binnen de Zweedse gemeente Dorotea. Het is gelegen op acht kilometer ten noordwesten van Dorotea aan wegen naar onbewoond gebied. Het dorpje bestaat uit slechts een paar huizen. Korssele moet het economisch hebben van de hengelsport (huisjes zijn te huur) en er is een camping (2009).
Bestuurscentrum / Tätort: Dorotea
Småort: Avaträsk · Högland · Svanabyn · Västra Ormsjö
Overig: Bellvik · Borgafjäll · Fågelsta · Granåsen · Häggås · Korssele · Lajksjö · Lavsjö · Mårdsjö · Rajastrand · Risbäck · Storjola · Storbäck · Ullsjöberg · Östra Ormsjö